# Trick or Treat (película de 1952)
Trick or Treat (Truco o trato) es un cortometraje animado de 1952 producido por Walt Disney Productions y lanzado por RKO Radio Pictures. La caricatura, que tiene lugar en la noche de Halloween, sigue una serie de bromas entre el Pato Donald y sus sobrinos con la Bruja Hazel. La película fue dirigida por Jack Hannah y presenta las voces de Clarence Nash como Donald y sus sobrinos, y June Foray como Hazel. La película presentó la canción "Trick or Treat for Halloween", escrita por Mack David, Al Hoffman y Jerry Livingston e interpretada por The Mellomen.

## Trama
La película comienza con la canción "Trick or Treat for Halloween", cuya letra dice la moraleja de la película – hay que ser generoso en Halloween o enfrentarse a problemas. 
Una noche de Halloween, la Bruja Hazel observa a Huey, Dewey y Louie haciendo un truco o trato. Cuando el trío va a la casa de su tío, el Pato Donald, este decide gastarles una broma a los chicos (dándoles un "truco" en vez de un trato). Así que en lugar de darles dulces, intencionalmente pone petardos en sus bolsas, y luego tira de una cuerda que deja caer un cubo de agua sobre sus cabezas. Después de que Donald se despida de los chicos, los sobrinos desalentados van y se sientan en la acera. 
Pero Hazel, que estaba viendo el desarrollo de la broma, se acerca a los chicos y trata de animarlos. Cuando descubre que creen en las brujas, se ofrece a ayudarles a conseguir sus regalos de Donald después de todo. Al principio, intenta convencer a Donald, pero él responde escépticamente, le da un tirón en la nariz y le hace una broma con un cubo de agua, sin creer que es una bruja de verdad. Al darse cuenta de que el trabajo puede ser más difícil de lo que esperaba, Hazel le dice a los chicos que usará su magia para esta situación. En otro lugar, una escena que rinde homenaje al Macbeth de Shakespeare muestra a Hazel y a los sobrinos preparando una poción mágica, añadiendo ingredientes más caprichosos que los de las tres brujas de Macbeth (como, "¡Ojo de aguja, lengua de zapato, manecilla de reloj que apunta a las dos!", etc). Después de probar la poción, Hazel llena un rociador de insecticida (de aspecto similar a una pistola de Flit) con la poción y vuelve a la casa de Donald con los sobrinos. 
Al llegar a la casa de Donald, Hazel rocía la poción en varios objetos (una linterna Jack-o'-lantern, una lata de pintura, tres postes de la cerca y una puerta) causando que se vuelvan animados o antropomórficos. Donald, aturdido por la magia que se despliega ante él, inmediatamente cede y acepta tratar con sus sobrinos, pero cuando Hazel se refiere a él como un pusilánime, cambia de opinión. Donald entonces cierra su despensa y se traga la llave. Hazel rocía con la poción los pies de Donald para controlar su maniobrabilidad, y les ordena que saquen la llave a patadas, haciendo que Donald realice un baile loco. Pero cuando da una patada a la llave, Donald la envía debajo de la puerta de la despensa. Enfurecida, Hazel lanza un hechizo "¡eso es doblemente sombrío!" a los pies de Donald, rociándolos aún con más intensidad y ordenándoles que "derriben la puerta" con Donald. Esto inicialmente no tiene éxito, así que Hazel le ordena que tome una carrerilla más larga ('¡una milla o dos!), y literalmente corre hasta allí antes de que pueda derribar la puerta de la despensa y queda inconsciente en el suelo derrotado. 
Al final, Huey, Dewey y Louie recogen sus golosinas y Hazel vuela hacia la noche. Una última toma muestra a la encantada Jack-o'-lantern de antes que de repente aparece en la pantalla diciendo "¡Bu!" a los espectadores y después sonríe.

## Adaptaciones
Una adaptación impresa de Carl Barks se publicó simultáneamente en el cómic del Pato Donald. Barks recibió un guion gráfico de la película de Ralph Wright mientras estaba en marcha la producción de la misma. Se le pidió a Barks que creara una adaptación de 32 páginas, pero Barks no creía que tuviera suficiente material. Al final terminó sacando mucho de su propio material, incluso creando nuevos personajes como Smorgie el malo, un villano ogro de ocho brazos que servía a la Bruja  Hazel. 
Cuando el producto final fue enviado al editor, la parte creada por Barks con Smorgie fue rechazado, y la historia fue acortada a 27 páginas. Para completar el resto del cómic, Barks creó una historia adicional llamada "Hobblin' Gobblins". La historia original fue restaurada más tarde con la publicación de la Biblioteca Carl Barks.
Disneyland Records también produjo una adaptación de audio que fue narrada por Ginny Tyler, quien también interpreta a los personajes de Looney Tunes, y a la Brula Hazel. Esta versión duró 12 minutos e incluyó una canción e historia de la atracción de la Mansión Embrujada de Disneylandia

## Lanzamientos
- 1952 – Estreno teatral original
- 1957 – Disneyland, episodio # 3.15: "Todo sobre la magia" (TV)
- C. 1965 – Lanzamiento en Super 8
- 1972 – The Mouse Factory, episodio # 1.4: "Spooks and Magic" (TV)
- 1977 – El maravilloso mundo de Disney episodio 5: " Halloween Hall o 'Fame " (TV)
- 1983 – A Disney Halloween (especial de TV)
- 1990 – "Dibujos animados clásicos: Halloween Haunts" (VHS)
- 1992 – The Ink and Paint Club, episodio # 1.34: "Donald's Nephews" (TV)
- 2000 – The Legend of Sleepy Hollow, Gold Classics Collection (VHS y DVD)
- 2000 – The Black Cauldron, Gold Classics Collection (VHS y DVD)
- 2001 – Disney Cartoon Classics - Birdbrain Donald (Lanzamiento internacional de CD de video)
- 2002 – Mickey's House of Villains (VHS y DVD)
- 2008 – " Walt Disney Treasures: The Chronological Donald, Volume Four " (DVD)
- 2010 – The Black Cauldron, 25th Anniversary Edition (DVD)
- 2010 – 13 Noches de Halloween